# Mount Langley
Mount Langley je hora nacházící se v pohoří Sierra Nevada v Kalifornii. Její vrchol dosahuje výšky 4277 m n. m. a hora tak patří mezi tzv. fourteeners. Svůj název hora dostala podle vědce Samuela Pierponta Langleyho (dříve se používaly i názvy Mount Corcoran, Cirque Peak a Sheep Mountain; první dvě z těchto jmen později dostaly jiné hory). Název Mount Langley je oficiálním názvem od roku 1943 (United States Board on Geographic Names). Až na vrchol hory vede stezka z Horseshoe Meadow. První zaznamenaný výstup provedli v roce 1871 Clarence King a Paul Pinson.